# Předseda vlády Chorvatska
Předseda vlády Chorvatska (chorvatsky: Predsjednik Vlade Republike Hrvatske) je hlavou vlády Chorvatské republiky, držitelem výkonné moci a nevlivnější postavou v chorvatském politickém systému, byť v ceremoniálním pořadí jde až o třetí nejvýznamnější funkci po postu prezidenta a předsedy parlamentu. V letech 1990–2000 byl chorvatský politický systém poloprezidentský a exekutivní moc de facto držel prezident, ale od roku 2000 funguje systém jako parlamentní, s centrální rolí premiéra. Vláda Chorvatska zasedá v Bánském dvoře (Banski dvori), historické budově, která se nachází na západní straně náměstí svatého Marka v Záhřebu. Budova parlamentu (Saboru) stojí hned naproti. Funkce předsedy vlády vznikla ještě v jugoslávské éře, roku 1990, po ústavní reformě. Vládám v letech 1868-1918 předsedal chorvatský bán (místokrál). V socialistické éře vznikla 14. dubna 1945 funkce, kterou lze považovat za předchůdce dnešní funkce premiéra, a která se nazývala předseda výkonné rady (Predsjednik Izvršnog vijeća). Od roku 1990 do premiérského křesla usedli zástupci pouze dvou stran: pravicového Chorvatského demokratického společenství a levicové Sociálně demokratické strany Chorvatska.

## Jmenování
Po oficiálním vyhlášení výsledků voleb do chorvatského parlamentu provede prezident Chorvatska konzultace s politickými stranami v parlamentu zastoupenými a pověří sestavením vlády toho, kdo se těší důvěře většiny poslanců. Bezprostředně po sestavení vlády, nejpozději však do 30 dnů od přijetí mandátu, je pověřený povinen předložit chorvatskému parlamentu program vlády a požádat o vyslovení důvěry. Vláda se ujímá úřadu, když jí většina všech zástupců v chorvatském parlamentu vysloví důvěru. Prezident a členové vlády skládají slavnostní slib před chorvatským parlamentem. Na základě rozhodnutí chorvatského parlamentu jmenuje předsedu vlády prezident, předseda parlamentu musí jeho jmenování spolupodepsat. Nesloží-li pověřený politik vládu do 30 dnů ode dne přijetí mandátu, může mu prezident republiky prodloužit mandát nejdéle o dalších 30 dnů. Pokud zmocněnec ani v této lhůtě nesestaví vládu, nebo pokud navrhovaná vláda nezíská důvěru parlamentu, pověří prezident republiky sestavením vlády jinou osobu. Pokud ani poté nebude vláda sestavena, jmenuje prezident republiky dočasnou nestranickou vládu a zároveň vypíše předčasné volby.